# Лу Сити (Небраска)
Лу Сити (енгл. Loup City) град је у америчкој савезној држави Небраска.

## Демографија
По попису из 2010. године број становника је 1.029, што је 33 (3,3%) становника више него 2000. године.
| Група             | 2000.       | 2010.         |
| Белци             | 971 (97,5%) | 1.002 (97,4%) |
| Афроамериканци    | 0 (0,0%)    | 0 (0,0%)      |
| Азијати           | 6 (0,6%)    | 4 (0,4%)      |
| Хиспаноамериканци | 10 (1,0%)   | 16 (1,6%)     |
| Укупно            | 996         | 1.029         |